# فیض‌آباد (اقلید)
فیض‌آباد (اقلید)، روستایی از توابع بخش مرکزی شهرستان اقلید در استان فارس ایران است.

## جمعیت
این روستا در دهستان خسروشیرین قرار دارد و براساس سرشماری مرکز آمار ایران در سال ۱۳۸۵، جمعیت آن ۱۹۵ نفر (۴۳خانوار) بوده‌است.